# Монблан
 Тази статия е за връх Монблан.  За други значения вижте Монблан (пояснение).  
Монблан (на френски: Mont Blanc [mɔ̃ blɑ̃]; на италиански: Monte Bianco [ˈmonte ˈbjaŋko] – Бял връх или Бяла планина) е планински връх в Алпите (част от едноименен масив), най-висок в цяла Западна Европа. Спорът дали върхът се намира на френска територия или на френско-италианската граница все още не е решен.
Височината му е 4809 m. Тя се измерва често и прецизно: през 2017 г. е била 4808,72 m, през 2015 – 4808,73 m, а през 2013 – 4810,02 m. Варирането е в зависимост от вятъра и валежите. Колкото по-големи са валежите и по-слаб вятърът, толкова повече сняг се натрупва като шапка върху скалистия връх (4792 m). През 2017 г. двукратни измервания показват, обратно на очакванията, леко увеличение след края на лятото: от 4808,06 m през юни до 4808,72 през септември.
От 2021 г. до 2023 г. той се е смалил с 2,22 m до 4805,59 m поради по-слабите валежи през този период.
За първи път е изкачен от Жак Балма и д-р Мишел Пакар на 8 август 1786 г. Това изкачване става по инициатива на Орас дьо Сосюр, учредил награда за този, който открие начин за покоряването на Монблан. Първата жена, изкачила върха, е Мари Паради през 1808 г. Бъдещият президент на Съединените щати Теодор Рузвелт също е ръководил експедиция за изкачване на върха по време на своя меден месец през 1886 г.
Първият българин, изкачил Монблан, е Иван Малеев Лулчев, тогава студент в Лион. След двегодишна подготовка с изкачване на съседни върхове и опит на Монблан, на 3 август 1903 г. той е на върха заедно с приятел и местен гид (задължителен по това време).
Под Монблан е прокопан автомобилен тунел с дължина 11,6 km, свързващ Франция и Италия. На западното подножие на Монблан, от френска страна е разположен известният ски курорт Шамони, а на южното, от италианска страна – Курмайор.

## Галерия
- Обсерваторията на Монблан през 1890 г.
- Монблан от Бреван
- Монблан от запад, въздушна снимка
- Монблан от Гласие дю Жеан